# Baliny
Baliny är en ort i Tjeckien.   Den ligger i regionen Vysočina, i den centrala delen av landet, 140 km sydost om huvudstaden Prag. Baliny ligger 454 meter över havet och antalet invånare är 116.
Terrängen runt Baliny är huvudsakligen platt. Baliny ligger nere i en dal. Runt Baliny är det ganska glesbefolkat, med 39 invånare per kvadratkilometer. Närmaste större samhälle är Třebíč, 14,4 km söder om Baliny. Trakten runt Baliny består till största delen av jordbruksmark.